# Joan I d'Armanyac
Joan I d'Armanyac (1311 - 16 de maig de 1373) fou comte d'Armanyac amb el Fesenzac i comte de Rodés de 1319 a 1373.

## Família
Era fill del comte Bernat VI d'Armanyac i Fesenzac i de Cecília de Rodés, hereva del comtat de Rodés. Es va casar en primeres noces amb Regina de Gòtia.
Vidu, es va casar el maig de 1327 amb Beatriu de Clermont, filla de Joan de Clermont, senyor del Charolès, que li va aportar el Charolès que després fou erigit en comtat, i que li va donar tres fills:
- Joan II (1330 -1384), comte d'Armanyac, Rodés, etc.
- Mata (1347 -1378), casada el 6 de març de 1373 a Barcelona amb Joan I d'Aragó (1350 † 1395), rei de Catalunya i Aragó.
- Joana (1348 -1388), casada el 17 d'octubre de 1360 a Carcassona amb Joan de França (1340 † 1416), duc de Berry

## Biografia
El 1314 va rebre de la seva mare el comtat de Rodés; i el 1319 (amb 8 anys) va succeir al pare com a comte a Armanyac (amb Fesenzac). El 1325 (14 anys) es va casar amb Regina de Gòtia, vescomtessa de Lomanha i Auvillars que va morir el 1327, però el març de 1328 el rei Felip VI de França li va reconèixer els vescomtats de la seva esposa. En aquest any va participar en la batalla de Cassel contra els rebels flamencs.
El 1333 un projecte de creació d'un regne de Llombardia que tenia el suport del papa, el va portar a Itàlia però fou fet presoner a Ferrara (abril) i va haver de pagar un rescat de 48.000 florins, no quedant lliure fins al març 1335. El maig va visitar al Papa a Avinyo.
L'estiu del 1337 va esclatar la guerra dels Cent Anys i va aportar un contingent de sis mil homes al conestable de França a Gascunya, Raül I d'Eu; va conquerir Pommiers i Civrac aquell estiu i se li va concedir Cazaubon a l'octubre. El juliol de 1338 va assistir a la conferència de La Réole, sense cap acord rellevant, i Joan, i el seu capita general al sud, Gastó II de Foix van ser cridats al nord per fer front a una possible invasió de França pel rei Eduard III d'Anglaterra; quan aquesta amenaça es va allunyar va reprendre l'ofensiva al sud assetjant Penne-d'Agenais el novembre sota direcció de Joan de Bohèmia i del comte de Foix aportant Joan 1.200 homes pel setge que va acabar amb la rendició de la vila, però no del castell.
Durant aquestos primers anys de guerra el comte de Foix va fer diverses campanyes independents que li van permetre expandir el seu territori propi per la vall del riu Adur i les Landes, i aquesta expansió el va portar al conflicte amb Armanyac. El gener-abril de 1339 va assetjar Puyguilhem però fou rebutjat davant Bordeus al juliol. Després va estar a Cambresis i va prendre part a l'episodi de La Capelle. Retornat del nord al final del 1339, Joan va atacar Miramont-Sensacq, una petita població que reclamava però situada en territori dominat pel comte de Foix; així va començar una petita però violenta guerra privada que va acabar amb la vila sota custòdia reial.
Aquest conflicte va fer reconsiderar a Joan la seva fidelitat a la corona francesa. El març va fer campanya a Thiérache. Quan el maig de 1340 va anar altre cop a unir-se a l'exèrcit del nord del rei Felip VI de França, va deixar a Bernat Ezi IV, senyor d'Albret, uns documents en els quals especificava en quines condicions feria homenatge a Eduard III; pel territori que esperava perdre quan es fes públic el seu canvi de bàndol, demanava diverses poblacions controlades pel rei de França entre les quals Montréal, Mézin i Condom. D'aquestes els angleses només van aconseguir ocupar i conservar Mézin. Però les negociacions de Bernat Ezi i els anglesos van acabar finalment sense acord i Joan va restar vassall del rei de França.
Al nord la situació havia millorat pels anglesos amb la victòria naval a Sluys. Eduard III va decidir atacar Saint-Omer per mitjà dels seus aliats flamencs de Robert III d'Artois. Però Robert III no va saber dissimular les seves intencions i el rei Felip va despatxar a Joan d'Armanyac per reforçar la guarnició de la població que manava Eudes IV de Borgonya. El 26 de juliol un atac no autoritzat d'alguns cavallers francesos sobre les línies enemigues va desembocar en una gran batalla quan el duc de Borgonya va decidir sortir a reforçar als francesos; durant aquesta batalla, dita de Saint-Omer, Joan I i els seus 300 cavallers van trencar les línies flamenques de l'esquerra i van perseguir a les forces enemigues causant milers de baixes; enfrontat a la pèrdua del gros del seu exèrcit, Robert III es va haver de retirar, i la retirada es va fer en desordre (28 de juliol de 1340).
Mentre Eduard III amb el seu propi exèrcit havia posat setge a Tournai. El setembre Felip VI va marcar per enfrontar-lo però no hi va haver batalla, sinó unes negociacions en les que Joan I va prendre part com un dels cinc plenipotenciaris francesos; les negociacions van portar a la treva d'Espléchin signada el 24 de setembre. Aquest període de calma fou el darrer fins al 1345 excepte un breu interludi el 1342. Fou llavors padrí del futur duc de Berry (desembre). A la primavera del 1341 Joan i el comte de Foix ajustaven una treva.
L'agost de 1345 Joan I va posar setge a Monchamp, prop de Condom, defensada per una guarnició anglo-gascona; Enric de Gosmont, Earl de Lancaster va arribar llavors a Bordeus i va obrir una campanya amb la captura per assalt de la guarnició de la vila de Bergerac; això va causar un xoc a la cort francesa que no esperava forces angleses significatives al sud. Joan I va poder organitzar la retirada dels sobrevivents fins a Périgueux. Lancaster es va moure rodejant Périgueux, però no tenia prou forces per capturar-la i a l'octubre es va veure forçat a retirar-se a l'arribada d'una force de socors manada per Lluís de Poitiers, comte de Valentinois.
El setembre de 1346, després de la derrota francesa a la batalla de Crécy i l'inici del setge anglès de Calais, Joan I fou designat lloctinent reial al sud-oest. No onstant a causa del debilitament dels francesos fou enviat amb poques tropes i pocs diners i no va poder aturar a Lancaster ni impedir als anglesos consolidar els seus guanys i fer una ràtzia al Poitou.
El 1350 va fer campanya a l'Agenès; el 1351 era a Flandes per negociar el matrimoni de Margarida de Flandes amb el rei Felip de Franca (abril) passant després a Normandia on va combatre els anglesos a l'estiu; el 1352 fou nomenat lloctinent general del territori entre el Dordonya i els Pirineus i el febrer de 1353 va assetjar el castell de Castelmoron; el setembre va conquerir Saint-Antonin. El 1354 va fer una nova campanya a l'Agenès.
El 1355 era a la cort reial on va planificar amb el rei les properes campanyes (gener i febrer); va tornar a l'Agenès (març a maig). Durant l'expedició del Príncep Negre va romandre inactiu. El gener de 1356 va negociar una aliança amb els delegats catalans. El 1357 va participar en la reunió dels estats de Tolosa el maig i de Provença a l'estiu; el 1358 va viatjar pel Llenguadoc junt amb Joan de Poitiers.
El 1361 se'l veu a Castella combatent als musulmans al costat del rei castellà (setembre a desembre). El 1362 va fer un tractat amb el senyor d'Albret. Joan I fou fet presoner a la batalla de Launac contra el comte de Foix que va exigir un rescat de 300.000 florins. L'abril del 1364 Joan I va acceptar fer la pau amb el comte de Foix i fou alliberat el 1365. Llavors va fer homenatge per les seves terres al Príncep Negre (abril de 1365) i el 1367 estava al costat d'aquest en una campanya contra els musulmans a Castella on va participar en la batalla de Najera. El 1368 es va enemistar amb el príncep i va fer una crida contra aquest; va aconseguir una brillant victòria a Mont-Alazac el gener de 1369. L'estiu de 1370 era al costat del duc d'Anjou.